# 外语教学与研究出版社

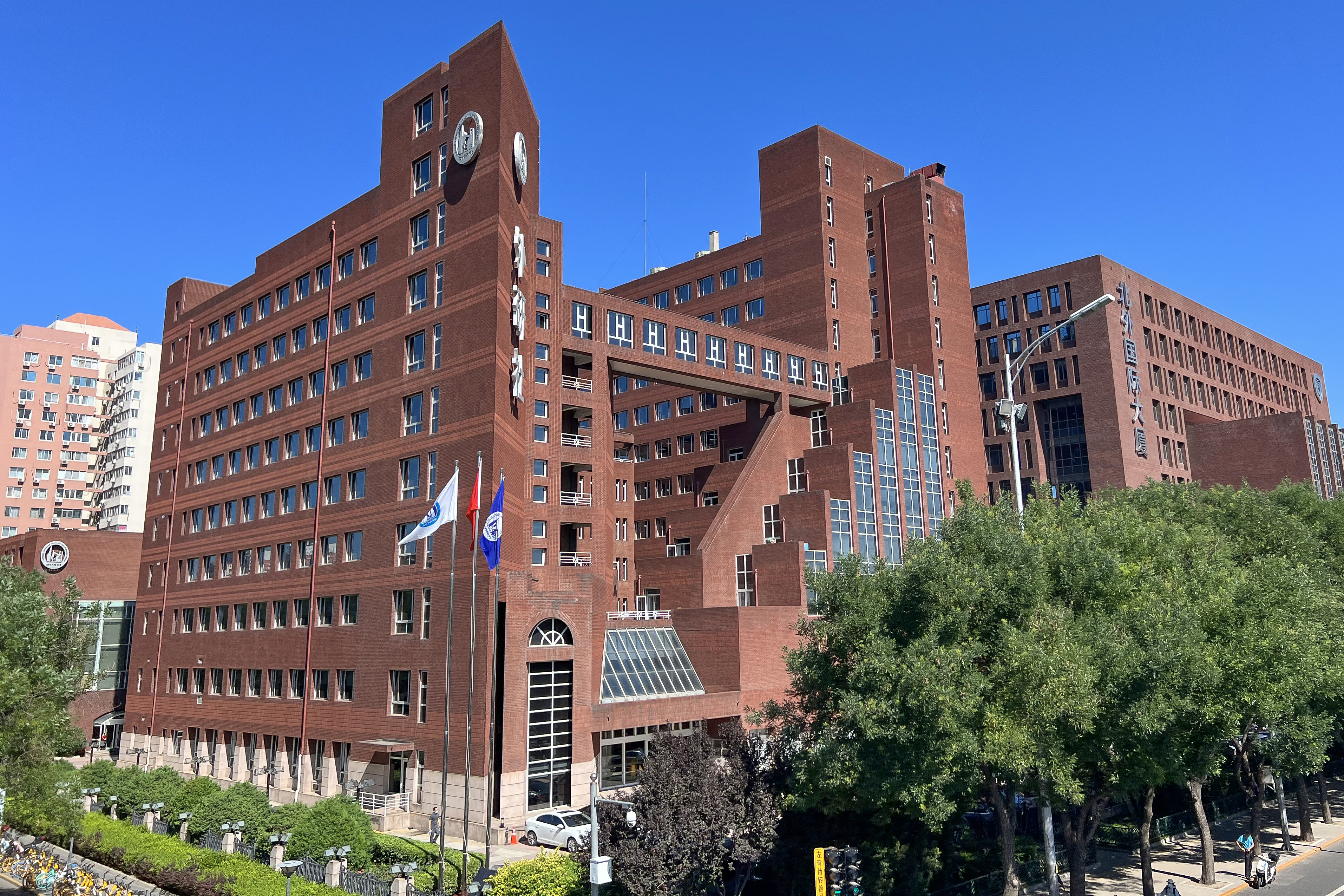
外研社大楼（2022年6月摄）

外语教学与研究出版社有限责任公司，通称外语教学与研究出版社，简称外研社，是北京外国语大学下属的一家以外语出版为主的出版社，成立于1979年。2010年实行企业改制，更名为外语教学与研究出版社有限责任公司。
外研社下设有10个分社和12个独立法人企业，外研社加挂北京外语音像出版社副牌，用于出版外研社图书配套音像制品。

## 历史

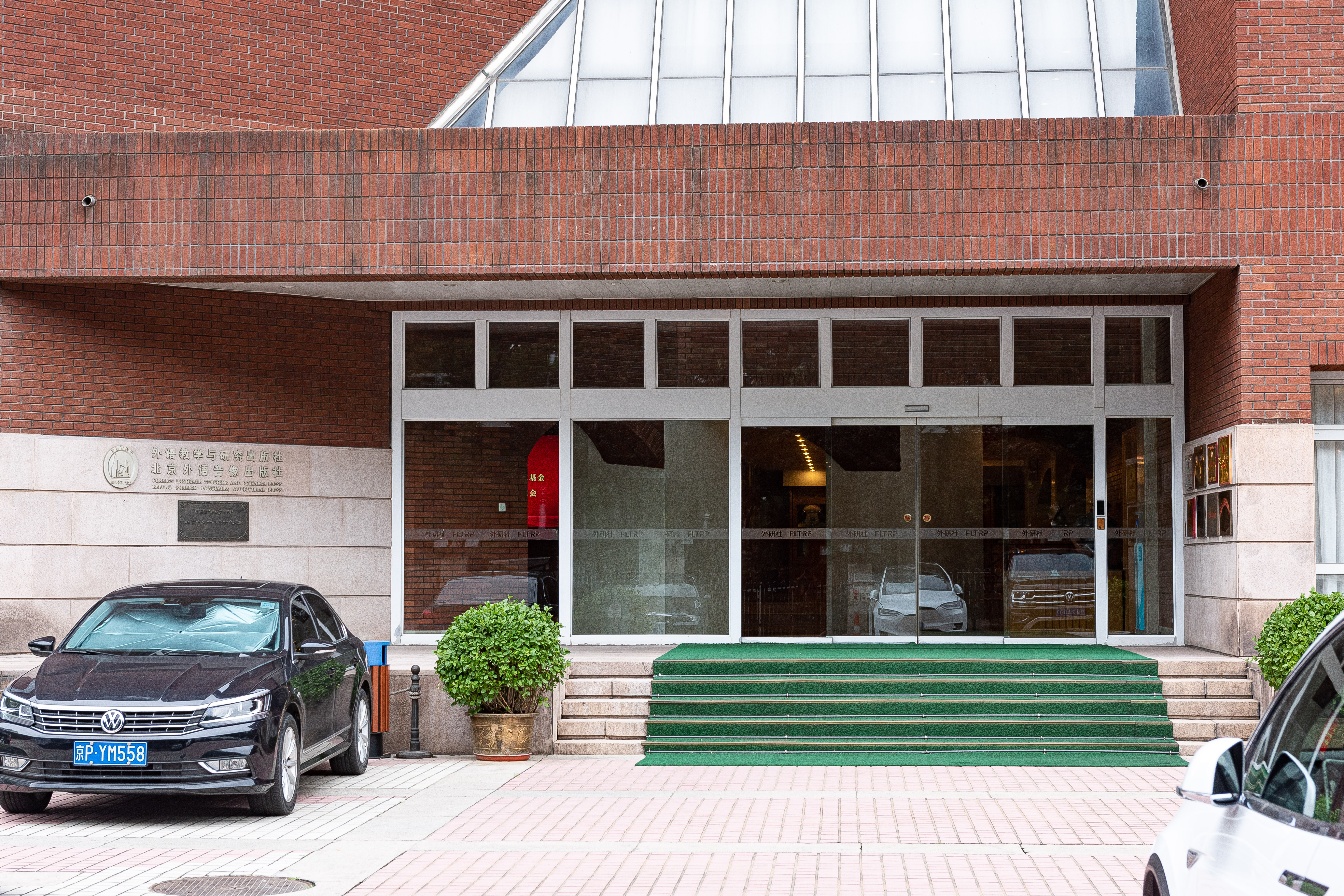
外研社门口目前挂有“外语教学与研究出版社”和“北京外语音像出版社”两个厂牌

1979年5月，《外语教学与研究》杂志编辑部向北京外国语学院党委递交报告，申请成立出版社；不久后学院向国家出版局和中共中央宣传部提交了关于成立出版社的报告。1979年8月28日，国家出版局批准设立外语教学与研究出版社。
1983年9月，经广播电影电视部批准，北京外语音像教材出版社成立，主要出版外语录音、录像产品；1992年10月更名为“北京外语音像出版社”。1995年，外语教学与研究出版社与北京外语音像出版社合并，成立新的外研社，仍保留“北京外语音像出版社”的牌子。

## 标识
外语教学与研究出版社Logo以抽象的外语教学与研究出版社办公楼为主题，环绕外研社英文名称Foreign Language Teaching and Research Press。早期的标志则使用缩写FLTRP。
外研社音像制品的标识音乐为法语歌曲《Dominique》的纯音乐版本，同时有人声朗读的中外文社名“北京外国语大学、北京外语音像出版社”。在其出版的不同音像制品中，有多个版本的标识音乐，每个版本的音乐或调式不同，或语言不同。

## 办公楼
外语教学与研究出版社办公楼位于西三环为公桥边，被评为1990年代北京十大建筑之一。外语教学与研究出版社办公楼集办公、商务、接待于一体，由建设部建筑设计院、中旭建筑设计事务所合作设计。工程分两期建设，一期于1997年10月竣工，二期于1999年6月竣工。
一期建筑的首层斜向轴线大厅形成了三角立面，玻璃隔断将龙砚喷泉分成了室内、室外两个部分，泉水在室内外穿流。大厅内，设有亚里士多德及孔子的塑像，墙上以小红泥烧制了多国文字：“记载人类文明，沟通世界文化”。三层的中式屋顶花园的主题为小桥流水，首层的西式庭院以断墙、古典柱式象征人类文明源远流长。
二期建筑设计了自室内穿出的廊桥，使前后两期建筑连为一体，并和一期建筑围合形成了一个室外庭院。